# Zalazko, Kamin-Kașîrskîi
Zalazko (în ucraineană Залазько) este un sat în comuna Osivți din raionul Kamin-Kașîrskîi, regiunea Volînia, Ucraina.

## Demografie
Componența lingvistică a localității Zalazko
     Ucraineană (100%)
Conform recensământului din 2001, toată populația localității Zalazko era vorbitoare de ucraineană (100%).